# Дом Д. И. Климова
Дом купца Д. И. Климова — старинное здание в историческом центре Нижнего Новгорода. Построен в 1840—1842 годах. Автор проекта — первый городовой архитектор Нижнего Новгорода Г. И. Кизеветтер.
Памятник архитектуры Нижнего Новгорода эпохи классицизма. Не охраняется государством.

## История
По утверждённому 17 июня 1822 года проекту архитектора И. Е. Ефимова рядом с Рождественской церковью справа по улице был построен каменный двухэтажный дом с колоннадой по центру, принадлежавший купцу Василию Харчеву. В начале 1840 года он перешёл в собственность купца первой гильдии Дмитрия Климова.
16 июня того же года Д. И. Климов обратился в Нижегородский Строительный комитет с просьбой о перестройке дома. Проект перестройки разработал архитектор Г. И. Кизеветтер. Выступавший в улицу колонный портик разобрали, хотя сохранился его треугольный фронтон и угловая рустовка, подкарнизный фриз получил лепные орнаментальные вставки, над фигелем возводился мезонин.
Работы были окончены к концу строительного сезона 1841 года и 27 октября сообщалось, что «все внутренния поправки, равно и наружныя, на доме и флигеле, щекотурка и окраска окончены». Однако, вскоре после случился пожар. Г. И. Кизеветтре создал проект ремонта здания, по которому его восстановили в прежнем виде.
Д. И. Климов, кроме торговли, занимался строительными подрядами и дом использовался им в качестве залога при заключении договоров.
В Доме проходили съемки художественных фильмов «Чемпион мира» (1954) и «Жди мена, Анна» (1969).
Дом Д. И. Климова снесен в начале 70-х годов XX века. Воссоздан согласно архивных чертежей в 2001 году при участии МНТК «Техника», директор Баташов Альберт Фёдорович (ныне входит в состав государственной корпорации «Тактическое ракетное вооружение»).